# Якимовка (Московская область)
Якимовка — деревня в городском округе Серебряные Пруды Московской области.

## География
Находится в южной части Московской области на расстоянии приблизительно 10 км на юг по прямой от окружного центра поселка Серебряные Пруды.

## История
Известна с 1795 года как сельцо из 29 дворов, принадлежавшее 28 владельцам. В 1858 году здесь было 59 дворов. Во второй половине XIX века в состав Якимовки вошло сельцо Перепелкино. В 1905 году в Якимовке было 58 дворов, в 1974 — 48. В советское время работали колхоз им. Крупской, совхозы «Серебряные Пруды» и «Южный». В период 2006—2015 годов входила в состав сельского поселения Мочильское Серебряно-Прудского района.

## Население
Постоянное население составляло 246 человек (1795 год), 274 (1858), 511 (1905), 104 (1974), 60 в 2002 году (русские 100 %), 77 в 2010.